# Kyphocarpa trichinoides
Kyphocarpa trichinoides är en amarantväxtart som först beskrevs av Edward Fenzl, och fick sitt nu gällande namn av Lopr. Kyphocarpa trichinoides ingår i släktet Kyphocarpa och familjen amarantväxter. Inga underarter finns listade i Catalogue of Life.